# Jean Aimé LeRoy
Jean Aimé LeRoy (Kentucky, 5 februari 1854 - New York, 9 augustus 1932) was een Amerikaans uitvinder en filmpionier.

## Biografie
Jean Aimé LeRoy werd geboren op 5 februari 1854 in Kentucky. Toen hij jong was werkte hij als leerjongen bij een fotograaf in New York. Toen hij in december 1893 de kinetoscoop van Thomas Edison zag, besloot hij naar eigen zeggen een verbeterde filmprojector te ontwerpen. Verder beweerde hij verkeerdelijk dat hij op 5 februari 1894 de allereerste filmvoorstelling gaf in een achterkamertje van een winkel. De films die hij zogezegd vertoonde: Washing the Baby en The Execution of Mary Stuart, waren nog niet eens gefilmd op die datum. Later beweerde hij ook nog dat hij op 22 februari van dat jaar een filmvoorstelling had gegeven in een operahuis in een klein stadje in New Jersey, deze bewering werd ook ontkracht aangezien er geen enkel bewijs werd teruggevonden dat het stadje ooit een operahuis gehad had. Ook de echtheid van de flyers die zogezegd gemaakt waren om reclame te maken voor zijn voorstelling is twijfelachtig bevonden door een aantal onderzoekers. Jean Aimé LeRoy stierf op 9 augustus 1932 in New York.